# Chotynez
Chotynez (russisch Хотыне́ц) ist eine Siedlung städtischen Typs in der Oblast Orjol in Russland mit 3866 Einwohnern (Stand 14. Oktober 2010).

## Geographie
Der Ort liegt knapp 70 km Luftlinie nordwestlich des Oblastverwaltungszentrums Orjol auf der Mittelrussischen Platte. Er befindet sich im Wasserscheidebereich zwischen dem Schisdra-Nebenfluss Wytebet und den linken Oka-Zuflüssen Zon und Orlik.
Chotynez ist Verwaltungszentrum des Rajons Chotynezki sowie Sitz und einzige Ortschaft der Stadtgemeinde (gorodskoje posselenije) Chotynez.

## Geschichte
Der Ort wurde erstmals 1745 urkundlich erwähnt. In Folge gehörte er zum Ujesd Karatschew des Gouvernements Orjol.
Am 17. Juni 1929 wurde Chotynez Verwaltungssitz eines neu geschaffenen, nach ihm benannten Rajons, der allerdings bereits zum 1. Januar 1932 bis zu seiner Neubildung am 21. August 1939 wieder aufgelöst wurde. Im Zweiten Weltkrieg wurde Chotynez am 5. Oktober 1941 von der deutschen Wehrmacht besetzt und am 10. August 1943 von der Roten Armee zurückerobert.
Seit 11. August 1971 besitzt der Ort den Status einer Siedlung städtischen Typs.

### Bevölkerungsentwicklung
Siedlung städtischen Typs mit 3755 Einwohnern (2018).
| Jahr | Einwohner |
| ---- | --------- |
| 1959 | 2277      |
| 1970 | 2962      |
| 1979 | 4027      |
| 1989 | 4629      |
| 2002 | 4238      |
| 2010 | 3866      |

Anmerkung: Volkszählungsdaten

## Verkehr
In Chotynez befindet sich ein Bahnhof bei Kilometer 61 der 1868 eröffneten Eisenbahnstrecke Orjol – Riga.
Durch die Siedlung verläuft die Regionalstraße 53K-3, die etwa 12 km südwestlich von der föderalen Fernstraße R120 abzweigt, die ebenfalls Orjol über Brjansk mit Smolensk verbindet, und in nordöstlicher Richtung weiter über das benachbarte Rajonzentrum Snamenskoje nach Bolchow an der föderalen Fernstraße R92 Kaluga – Orjol führt.